# چزاره آگوستو فاسانلی
چزاره آگوستو فاسانلی (انگلیسی: Cesare Augusto Fasanelli; ۱۹ مهٔ ۱۹۰۷ – ۴ آوریل ۱۹۹۲) بازیکن فوتبال اهل ایتالیا بود.
از باشگاه‌هایی که در آن بازی کرده‌است می‌توان به باشگاه فوتبال فیورنتینا، باشگاه فوتبال پارما، باشگاه فوتبال آ.اس. رم، باشگاه فوتبال پیزا، و باشگاه فوتبال جنوآ اشاره کرد.